# Йордан Божков
Йордан Божков е български революционер, деец на Вътрешната македоно-одринска революционна организация и Македонския комитет.

## Биография
Роден е в 1867 година във Велес, тогава в Османската империя. Учи в гимназията в град Николаев, където влиза в нихилистичен кръжок, но е изключен от гимназията. Взема дейно участие в националноосвободителните борби на българите в Македония. Скоро след Руско-турската война заминава за Източна Румелия. Установява се в Пловдив, където работи като телеграфист. Там развива широка дейност и взима дейно участие в Съединението на Източна Румелия с Княжество България.
В 1895 година е във Втора въстаническа дружина на Кочо Лютата по време на Четническата акция на Македонския комитет. Дружината е в състав от 150 души и нейната задача е да подпомогне дружина на поручик Петър Начев в акцията ѝ при превземането на град Струмица. Дружината води бой при село Габрово.
През 1896 година заедно с Иван Костов са сред главните активисти на анархистката организация Македонски централен таен революционен комитет (МЦТРК) в Пловдив, която оспорва правото и способността на ВМК да ръководи македонското революционно движение в България.
По-късно във февруари 1903 година е четник в четата на Михаил Герджиков. С четата на Герджиков Йордан Божков участва в неуспешен атентат на железопътната линия Цариград – Одрин извън революционната тракийска територия при гара Синекли на 19 февруари 1903 година. С Герджиков участва и в Илинденско-Преображенското въстание в Одринско.